# Cibungur (Rancakalong)
Cibungur is een bestuurslaag in het regentschap Sumedang van de provincie West-Java, Indonesië. Cibungur telt 2830 inwoners (volkstelling 2010).